# Achim Soltau

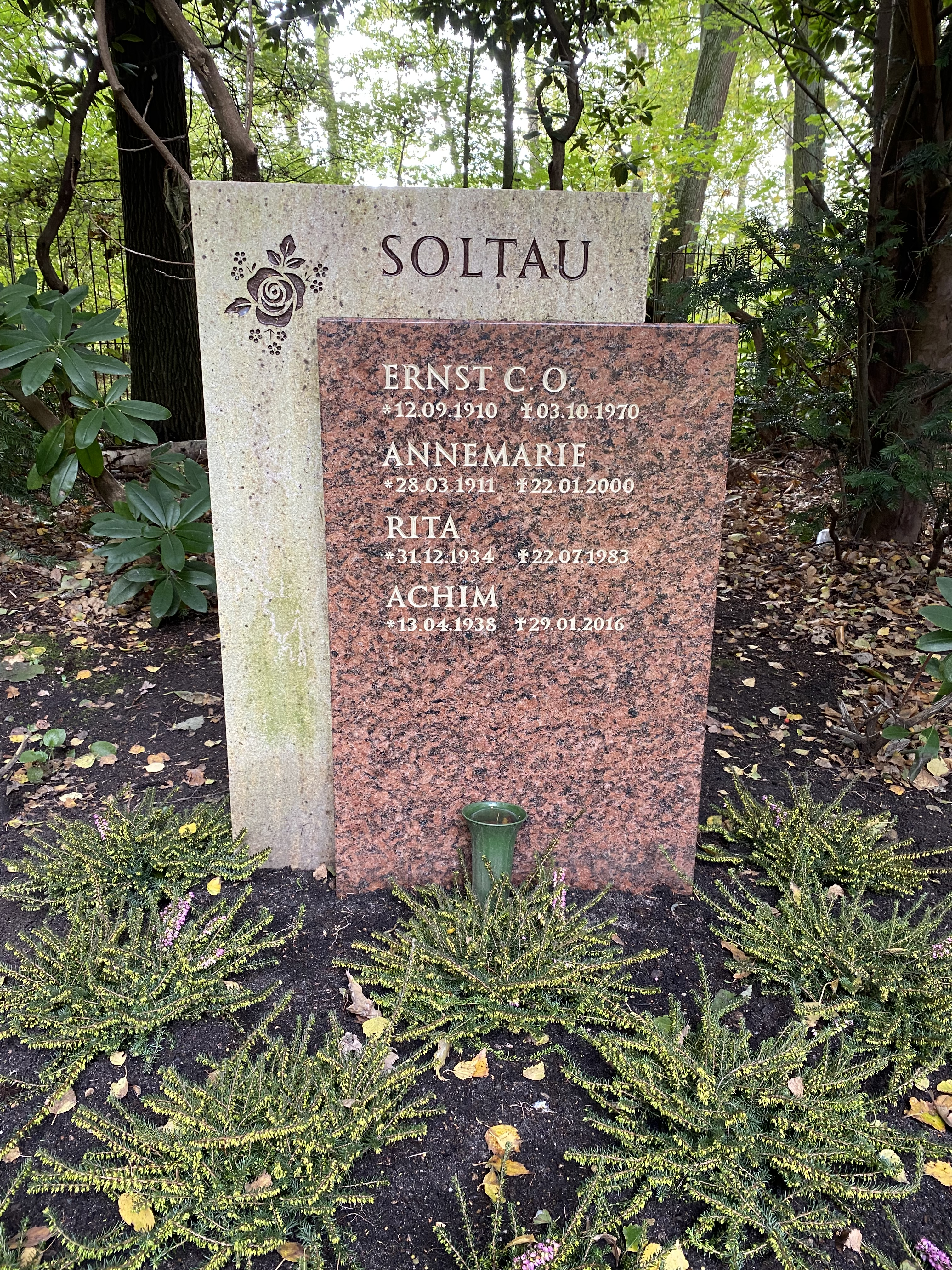
Grabstätte Achim Soltau auf dem Friedhof Ohlsdorf

Achim Soltau (* 13. April 1938; † 29. Januar 2016) war ein deutscher Richter, Fernschachspieler und Schachfunktionär.
Soltau war Vorsitzender Richter am Landgericht Hamburg. Er hatte zwei Töchter und einen Sohn. Sein Vater, Ernst Soltau (1910–1970), war Mitglied der Ernannten Hamburgischen Bürgerschaft und deutscher Meister im Segeln (Olympia-Jolle). Beigesetzt wurde er auf dem Friedhof Ohlsdorf, die Grabstätte liegt im Planquadrat N 37 zwischen Kapelle 10 und dem Museum im Heckengarten.

## Schach
In der deutschen Schachbundesliga bestritt Soltau in der Saison 1981/82 eine Partie für den SK Johanneum Eppendorf, in der 2. Bundesliga spielte er in den 1980er Jahren ebenfalls für den SK Johanneum Eppendorf sowie den SC Kreuzberg.
Von 1988 bis 1993 war Soltau Präsident des Deutschen Fernschachbundes. Seit 1990 war er Internationaler Fernschachmeister und seit 1992 war er Großmeister im Fernschach.
Bei der Fernschach-Olympiade holte Soltau 1999 als Teamchef mit dem deutschen Team die Goldmedaille, ein Jahr später folgte Silber. Er nahm mehrmals an den Finalrunden zur Fernschach-Weltmeisterschaft teil, zuletzt an der 21. WM (2005–2008). Seine besten Platzierungen waren vierte Plätze bei der 16. WM (1999–2004) und bei der 18. WM (2003–2005). Seit Januar 2008 nahm er am Hermann-Heemsoth-Memorial, dem bisher am besten besetzten Fernschachturnier teil und belegte den 10. Platz.
2004 wurde ihm die Bertl-von-Massow-Medaille in Silber verliehen. Mit 13 Fernschach-Großmeister-Normen hielt er zwischenzeitlich einen inoffiziellen Weltrekord im Fernschach.